# الکس پیرس
اَلکس پیرس (انگلیسی: Alex Pearce؛ زادهٔ ۹ نوامبر ۱۹۸۸) یک بازیکن فوتبال اهل ایرلند است.